# John MacLaughlin
John Andrews MacLaughlin (ur. 20 kwietnia 1890 w Rahway, zm. 18 marca 1961 w Hrabstwie Harford) – szermierz, szpadzista reprezentujący USA, uczestnik letnich igrzysk olimpijskich w Sztokholmie w 1912 roku.